# Mazama-Gletscher (Mount Adams)
Der Mazama-Gletscher befindet sich an den Südosthängen des Mount Adams, eines Schichtvulkans im US-Bundesstaat Washington. Gleichzeitig ist er Teil der Yakama Indian Reservation. Der Gletscher fließt von etwa 10.800 ft (ca. 3.300 m) auf etwa 7.600 ft (ca. 2.300 m) hinab. Der Mazama-Gletscher war über 100 Jahre lang allgemein auf dem Rückzug und verlor zwischen 1904 und 2006 etwa 46 Prozent seiner Fläche.